# Lettres de jeunesse
Les Lettres de jeunesse est un ouvrage regroupant vingt-cinq lettres écrites par Antoine de Saint-Exupéry de 1923 à 1931 et publié en 1953. En 1976 sortit une nouvelle édition sous le titre Lettres de jeunesse à l'amie inventée.

## Présentation et résumé
Cet ouvrage présente vingt-cinq lettres d’Antoine de Saint-Exupéry à Renée de Saussine. Elles ont été publiées dès 1953 sous différents titres : « Lettres à l’amie inventée », « Lettres de jeunesse », « Lettres de jeunesse à l’amie inventée ».
Antoine de Saint-Exupéry et Renée de Saussine partagent le même intérêt pour la littérature et les spectacles. Dans ses courriers successifs, le futur auteur du Petit Prince présente ses goûts, sa conception de la littérature et des conseils à sa correspondante qu'il dénomme Rinette. Sa dernière lettre, écrite en 1931, correspond à la période de son mariage avec Consuelo mais il ne fait pas mention de cet événement à la jeune femme.